# 807
| 807                |
| ------------------ |
| Dødsfald - Fødsler |
|                    |

| Gregoriansk kalender | 807 DCCCVII             |
| Ab urbe condita      | 1560                    |
| Armensk kalender     | 256 ԹՎ ՄԾԶ              |
| Kinesiske kalender   | 3503 – 3504 丙戌 – 丁亥 |
| Etiopisk kalender    | 799 – 800               |
| Jødisk kalender      | 4567 – 4568             |
| Hindukalendere       |                         |
| - Vikram Samvat      | 862 – 863               |
| - Shaka Samvat       | 729 – 730               |
| - Kali Yuga          | 3908 – 3909             |
| Iransk kalender      | 185 – 186               |
| Islamisk kalender    | 191 – 192               |

Se også 807 (tal)